# Astérix and the Great Rescue
Astérix and the Great Rescue est un jeu vidéo de plates-formes développé par Core Design et édité par Sega, sorti en 1993 sur Mega Drive. Une version différente a été développée pour Game Gear et Master System,.

## Histoire
Jules César est en colère à cause des irréductibles Gaulois. Rome décide de mettre au point un plan pour affaiblir la force des Gaulois en kidnappant leur druide Panoramix. Durant le processus de capture, Idéfix tente de sauver le druide mais finit capturer à son tour.
Quand la nouvelle se fut savoir, Abraracourcix le chef, est furieux et ordonne à Astérix et Obélix de sauver le village en retrouvant leurs compatriotes en les recherchants dans tout l'empire.

## Système de jeu
Le joueur peut diriger au choix Astérix ou Obélix dans un niveau de style plates-formes avec un timer déterminé. Si le joueur n'arrive pas à la fin du niveau avant la fin du timer, c'est le game over. Astérix et Obélix peuvent sauter, frapper et utiliser des items récoltés tout au long du niveau. Le but est de rejoindre l'Italie pour délivrer Panoramix le druide et le petit chien d'Obélix, Idéfix, par une route qui traverse presque tout l'Empire romain. Comme la bande-dessinée, l’action se passe en 50 avant J. C..